# Platycythara elata
Platycythara elata là một loài ốc biển, là động vật thân mềm chân bụng sống ở biển trong họ Conidae, họ ốc cối.

## Phân bố
Chúng phân bố ở Biển Caribe, Vịnh Mexico và Puerto Rico.